# Teterow
Teterow é uma cidade do distrito de Rostock, em Mecklemburgo-Pomerânia Ocidental, Alemanha. Ela é o centro geográfico desse estado federal e tinha uma população de 8.671 em 2013.